# Michael Myers
Michael Myers es un personaje de ficción creado por John Carpenter y Debra Hill, y es el antagonista principal de la serie de películas Halloween, del género slasher. Aparece por primera vez en Halloween (1978) como un niño de 6 años que asesina a su hermana mayor y, tras ser internado en un instituto psiquiátrico durante quince años, logra escapar para regresar a su casa y poder continuar con sus asesinatos. En la película original, la versión adulta de Michael Myers, conocido como La Forma en los créditos finales, fue interpretado por Nick Castle durante la mayor parte de la película, y es sustituido por Tony Moran durante la escena final cuando se revela su rostro. Myers ha aparecido en un total de doce películas, así como en varias novelas, videojuegos, e incluso historietas de cómics, ganándose así un lugar entre los asesinos de slasher más icónicos del mundo cinematográfico.
En la actualidad, Michael Myers ha pasado por tres versiones o continuidades distintas. En la versión original de Carpenter y Hill, Michael es un asesino psicópata por naturaleza y no hay una explicación racional detrás de sus acciones más allá de lo que parece ser una maldad intrínseca, como describe el Dr. Loomis (interpretado por Donald Pleasence). Varias secuelas crean el arco argumental de la "Maldición de la Espina", la cual da una explicación mágica y sobrenatural al comportamiento de Michael vinculado a la magia negra y ritos celtas. Rob Zombie, por otra parte, presenta una versión algo más racional y humanizada del asesino, en donde Michael es un psicópata que proviene de un hogar disfuncional, pero cuyas motivaciones y poderes son meramente psicológicos y humanos. Finalmente, la trilogía de Blumhouse opta por volver a las raíces del personaje original, y continua representando a Michael como un asesino sin motivaciones ni remordimientos.

## Descripción
Michael Myers es normalmente visto utilizando una máscara de Halloween de color blanco, un traje de mecánico azul oscuro, y unos borceguíes negros. Su arma favorita para realizar sus asesinatos son los cuchillos de cocina, pero también es visto utilizando otros objetos como martillos, cuerdas, palancas, o incluso vidrios rotos. A pesar de no tener problemas médicos, Michael optó desde muy pequeño a no decir una sola palabra. Michael Myers es un humano sin poderes sobrenaturales, sin embargo, demuestra tener una fuerza y resistencia por encima de otros hombres comunes, logrando resistir varios disparos al cuerpo, y es capaz de subyugar a cualquier individuo que se atreva a pelear con él mano a mano. Michael también demuestra actitudes muy peculiares, como el deseo de espiar a las personas, o realizar manualidades macabras con los cuerpos de sus víctimas.
Cuando Michael no esta asesinando gente, también se lo puede encontrar acechando a sus potenciales víctimas durante el día, generalmente mirando a la distancia y siguiendo su objetivo durante el mayor tiempo posible.

### Serie original
En la película original, Halloween, y en su secuela, Halloween 2, no existen explicaciones ni psicológicas ni sobrenaturales sobre la conducta de Michael Myers. Su psicopatía es un misterio para todos, incluido su psiquiatra, el Dr. Loomis, quien lo describe en términos de «maldad pura», «inhumanamente paciente» y «carente de todo entendimiento, razón y sentido de la vida y la muerte, del bien y del mal, que lo hace remotamente humano». Describe sus ojos como «los ojos del Diablo». 
Esta idea se retoma en la séptima película, Halloween H20, la cual ignora la continuidad de la cuarta, quinta y sexta películas, y parte como secuela directa de la segunda (por ejemplo, el personaje de Jamie Lloyd, la hija huérfana de Laurie Strode, desaparece, y Laurie, interpretada por Curtis, sigue viva con una identidad falsa y severamente traumatizada), desechando el arco de la maldición celta. La octava película, Halloween: resurrección, mantiene esta continuidad. En esta versión, las razones que motivan a Michael a buscar y matar a su familia son un misterio.
Tampoco se explica en esta continuidad las habilidades físicas de Michael de sobrevivir a heridas tan graves como seis disparos de bala al cuerpo, disparos directos a los ojos, que lo cegaron en la segunda película, y quemaduras graves en todo el cuerpo tras la explosión que tuvo lugar también en la segunda película.

### La Maldición de la Espina
A partir de la película Halloween 4: el regreso de Michael Myers, los productores decidieron optar por una explicación más oscura y sobrenatural del origen de Michael y sus motivaciones. 
Michael es un ser humano de dos metros con facultades sobrenaturales, esencialmente maligno e indestructible, y que encierra en su interior un espíritu malvado equiparable al del mismo Diablo/Demonio, quien a pesar de contar con algunos traumas psicológicos originados en su infancia, y producto del maltrato y el desprecio de su padre, excede el límite comprensible de venganza y se deslinda de las meras explicaciones ordinarias comúnmente utilizadas para justificar su esencia perversa. Denota un accionar implacable y certero, y hace gala de una fuerza física descomunal, comparable a la de un oso o un androide.
Una de las posibles explicaciones de la razón de su proceder se da a través de la implicación de un culto celta, que en el Caso Myers arroja nueva luz sobre posibles explicaciones acerca de su fuerza sobrenatural, e incluso de su increíble don de supervivencia, así como de sus motivaciones. Myers posee una runa de "Mal" grabada en su brazo. De aquí que se hacen varias conjeturas sobre lo que es la «Maldición de la Espina», que cosas lo mueven a exterminar por completo a los miembros de su linaje, una consecuencia de rituales paganos que los druidas realizaban antaño en las «Noches de Todos los Santos» (Halloween), la cual es explicada en Halloween 6 pero con más detalle en la versión Producer's Cut (edición de producción) donde hace a esta película más alargada debido a los cortes y ediciones que se hicieron, alternando el final de la historia. 
En esta versión se nos da a entender que el tiempo que pasa secuestrada Jamie Lloyd durante seis años, fue violada por su tío, y que Terence Wynn (el extraño hombre de negro) de la película anterior busca controlar totalmente a Michael a través del hijo que tuvo con Jamie llamado Steven, durante este ritual se busca hacer que Danny Strode matara a su madre Kara Strode ya que durante el transcurso de la película es visto estar bajo la influencia de Michael tanto así que puedo escuchar su voz. Durante este ritual se ve que los miembros de esta secta son los propios pobladores Haddonfield, Illinois pero con una extraña ropa negra. Al ver esta versión alargada de Halloween 6 entendemos la frase que dijo John Carpenter creador de la historia, hacia su personaje "La razón por la cual Michael Myers me parece tan aterrador, es que es controlado por personas normales." dándonos a entender que el malo en si son las personas a tu alrededor o refiriéndose a Halloween 6: La maldición de Michael Myers.

#### Infancia
En la película original de 1978 Michael nació el 19 de octubre de 1957. Sus padres eran Donald y Edith Myers. Tenía dos hermanas: Judith Margaret Myers y Laurie Myers. Debido al tiempo que Michael pasaba solo, empezó a oír voces, unas voces que solamente podía oír él, y que le incitaban a matar.
El 31 de octubre de 1963, Dorris Blankenship (abuela de Michael) cuidaba a Michael de seis años de edad, y su hermana Laurie de 2 años. Michael cruzó la calle y vio a su hermana Judith y su novio sentarse y besarse en el sofá haciendo actos sexuales. Michael, todavía vestido en su traje de payaso, usado para esa Noche de Brujas, entró en la casa a través de la cocina, tomó un cuchillo de una gaveta de la cocina y esperó hasta que el novio se fuera de la casa. Michael subió entonces las escaleras camino hasta la habitación de Judith Margaret Myers y apuñala brutalmente a su hermana 17 veces hasta matarla. Michael intenta abandonar la casa pero es sorprendido por sus padres.
Por este crimen, Michael es enviado a Smith's Grove Sanatorium, un hospital psiquiátrico, donde permanece durante 15 años a cargo del Doctor Samuel Loomis. El 30 de octubre de 1978, Michael se fuga y regresa a Haddonfield (Illinois) para matar a su hermana menor Laurie, una chica adoptada por la familia Strode después de que murieran sus padres, de ahora 21 años, y poder terminar lo que empezó hace 15 años.

#### Inmortalidad
La causa por la cual es inmortal e indestructible, y su rabia natural e instintos asesinos, comúnmente se piensa que es causada por ”La maldición de la espina”, según lo indicado en la sexta película, pero eso es parcialmente falso ya que Michael desde niño tenía conducta antisocial por la poca atención de sus padres y de su hermana Judith que metía hombres a su casa en lugar de cuidarlo, lo cual comenzó a generar trastornos mentales y un odio natural hacía toda su familia. Esta maldición por lo tanto no obliga a Michael a que mate a todos los miembros de su familia, el lo hace por voluntad propia, Thorn solo le da poder, fuerza y resistencia ya que la runa solo se activa cuando el portador hace las cosas por su propia voluntad, como se ve en halloween 4 al inicio de la película cuando Michael escucha que tiene una sobrina, entonces el regresa a la vida por el odio que siente de que alguien más de su propia sangre siga con vida, esto incluye también a todos los que se interpongan en su camino, ya que por ejemplo se ha visto varias veces que gente que le cae mal a Michael también puede morir por sus propias manos como la amiga de Laurie Annie en halloween 1 que lo molesta cuando pasa en el auto (a Michael Myers no se le puede matar con armas blancas ni con armas de fuego). Según la creencia de la secta de Thorn, Michael Myers fue el candidato perfecto para ser el portador de la maldición de la espina, esto desde su perspectiva para mantener el orden de la naturaleza un tributo como parte del equilibrio de la vida. Con eso en mente, y al ser testigo de ritos celtas en su estancia en Smith groove durante su juventud Michael aceptó ser el portador de Thorn para cumplir su venganza contra su linaje, sin embargo algo que no se le dijo a Michael es que la maldición de Thorn también lo controlaria parcialmente para que no pudiera escapar ni atacar a los otros miembros del culto ya que Michael siempre fue impredecible y Thorn le proporciona solamente los poderes que van más allá de cualquier capacidad humana ordinaria. También se teoriza erróneamente que Michael, el hombre detrás de la máscara, siente el remordimiento de su matanza, por ejemplo en Halloween 5, parecía luchar contra la maldición y cuando se quitó su máscara, lloraba más bien de irá; y le mostró su rostro a Jammie de como había quedado desfigurado por culpa de su madre Laurie en halloween 2. Tomó el momento para reflejar todo lo que había pasado, permitiendo ver a Michael Myers rencoroso y vengativo. En H20, también se observa el momento en que duda frente a Laurie Strode (Jamie Lee Curtis), y esta indecisión termina resultándole perjudicial.
Otra teoría por la cual Michael es inmortal, es que la misma maldad de Michael es lo que lo torna tan fuerte y prácticamente imparable. Pero no hay que olvidar que eso se cree en Halloween H20: 20 años después (esta película no forma parte de la línea de tiempo original de Halloween).

### Rob Zombie
En la versión fílmica de Rob Zombie, quien dirigió varios remakes de la saga a partir de 2007, los orígenes de Michael como asesino tienen explicaciones más psicológicas y sociales. Michael proviene de una familia disfuncional, con una madre que es estríper, un padrastro alcohólico y verbalmente abusivo, que además acosa sexualmente a su hijastra. Michael tiene una hermana que no lo lleva a pedir dulces en Halloween para tener sexo con su novio. Michael, además, sufre acoso escolar. El pequeño Michael muestra conductas psicopáticas clásicas, como son tortura y asesinato de animales pequeños, una obsesión extraña con su madre y conductas violentas. Su primera víctima es uno de los bullies que le molestan en la escuela, a quien mata en el bosque con una rama.

### Continuidad de Blumhouse
Bajo la producción de Blumhouse Productions se ignoran todas las secuelas incluida Halloween II y se hace una secuela directa de la primera película, Halloween (2018), la cual elimina cualquier elemento sobrenatural así como la relación filial con Laurie Strode, dejando a Michael como un humano ordinario aunque muy fuerte y dejando en el misterio las razones por las que mata. Esta trilogía continua en Halloween Kills y finaliza con Halloween Ends.

## Filmografía

### Primera línea de tiempo
| Año  | Películas                                   | Actor                                                                 |
| ---- | ------------------------------------------- | --------------------------------------------------------------------- |
| 1978 | Halloween                                   | Nick Castle (con máscara) Tony Moran (sin máscara) Will Sandin (niño) |
| 1981 | Halloween II                                | Dick Warlock                                                          |
| 1988 | Halloween IV: el regreso de Michael Myers   | George P. Wilbur                                                      |
| 1989 | Halloween V: la venganza de Michael Myers   | Donald Shanks                                                         |
| 1995 | Halloween VI: la maldición de Michael Myers | George P. Wilbur                                                      |

### Segunda línea de tiempo
Halloween H20: 20 años después y Halloween: Resurrección no pertenecen a la saga original, pero Halloween H20 es secuela directa de Halloween II (1981) en una línea de tiempo alternativa. 
| Año  | Películas                      | Actor        |
| ---- | ------------------------------ | ------------ |
| 1998 | Halloween H20: 20 años después | Chris Durand |
| 2002 | Halloween: Resurrección        | Brad Loree   |

### Saga Zombie
| Año  | Películas            | Actor                                  |
| ---- | -------------------- | -------------------------------------- |
| 2007 | Halloween: el origen | Tyler Mane Daeg Faerch (niño)          |
| 2009 | Halloween II         | Tyler Mane Chase Vanek (Michael joven) |

### Halloween (2018)
Halloween (2018) continúa cuarenta años después de los eventos de la película original sin tener en cuenta las secuelas anteriores. Halloween Kills es la continuación directa de Halloween (2018).
| Año  | Películas       | Actor                           |
| ---- | --------------- | ------------------------------- |
| 2018 | Halloween       | James Jude Courtney Nick Castle |
| 2021 | Halloween Kills | James Jude Courtney Nick Castle |
| 2022 | Halloween Ends  | James Jude Courtney Nick Castle |